# Nogai
De Nogai (Nogais: Ногайлар/Noğaylar) ook wel gespeld als Nogay, Nogai of Noghai zijn een Turks volk, en een belangrijke etnische groep rond de regio Dagestan. Ze worden wel de Kaukasische Turken genoemd, waarbij "Kaukasisch" verwijst naar hun geografische positie bij het Kaukasus-gebergte en niet hun etniciteit.
De Nogai spreken Nogais en vormen afstammelingen van de Kiptsjaken, die zich mengden met hun Mongoolse heersers en samen de Gouden Horde vormden.
De meeste Nogai zijn soennitische moslims. Zij hebben een karige baardgroei, en zijn korter in lengte dan de andere mensen in de Kaukasus. De gemiddelde lengte voor mannelijke Nogai is 160 cm. Zij hebben vaak amandelvormige ogen, een plat gezicht, een hoge neus en soms blauwe ogen. De naam Nogai is afgeleid van Nogai Kan, een generaal van de Gouden Horde. Rond 1500 vormden ongeveer 18 Nogai-stammen de Nogaihorde, die het Kanaat van Astrachan ondersteunde. Na de val van Astrachan in 1556 steunden ze het Kanaat van de Krim. In de loop der tijd werden ze uit steeds meer gebieden verdreven door de oprukkende Russen en Kalmukken. Rond 1600 migreerden ongeveer 500.000 van hen naar het huidige Turkije. Rond 1860 vluchtten in diverse groepen nog eens tienduizenden Nogai uit Rusland (met name de Krim) naar Turkije.
De Nogai worden onderverdeeld in de volgende subgroepen:
- Bucak Nogai: bewoners van het gebied tussen de Donau en de Dnjestr
- Cedsan Nogai: bewoners van het gebied tussen Dnjestr en Zuidelijke Boeg
- Camboyluk Nogai: bewoners van het land tussen de Zuidelijke Boeg en de Krim
- Cedişkul Nogai: bewoners van de noordelijke Krim
- Kuban Nogai: bewoners van het gebied ten noorden van de Zee van Azov

Abazijnen ·
Abchaziërs ·
Achvachen ·
Adygeeërs ·
Aino ·
Aleoeten ·
Aljoetoren ·
Altaj (Oirot) ·
Andi ·
Armeniërs ·
Avaren ·
Azerbeidzjanen·
Balkaren ·
Baraba ·
Basjkieren ·
Bergjoden ·
Boerjaten ·
Chakassen ·
Chanten ·
Chinezen ·
Dargienen ·
Dolganen ·
Enetsen ·
Evenen ·
Evenken ·
Georgiërs ·
Grieken ·
Ingoesjen ·
Ingriërs ·
Itelmenen ·
Jakoeten ·
Joden ·
Joekagieren ·
Joepiken ·
Kabardijnen ·
Kalmukken ·
Kamtsjadalen ·
Karatsjajers ·
Kareliërs ·
Kazachen ·
Kereken ·
Ketten ·
Komi ·
Koreanen ·
Korjaken ·
Korjo-saram ·
Krim-Tataren ·
Lezgiërs ·
Mansen ·
Mari (Tsjeremissen) ·
Meschetische Turken ·
Mordwienen ·
Nanai ·
Negidalen ·
Nenetsen (Joeraken) ·
Nganasanen ·
Nivchen (Giljaken) ·
Nogai ·
Oedegen ·
Oedmoerten ·
Oekraïners ·
Oeltsjen ·
Oezbeken ·
Oroken ·
Orotsjen ·
Osseten ·
Polen ·
Pomoren ·
Rusland-Duitsers (inclusief Wolga-Duitsers) ·
Russen ·
Samen (Lappen) ·
Selkoepen ·
Sjoren ·
Sojoten ·
Tabassaranen ·
Perzen (Tadzjieken) ·
Taten ·
Teleoeten ·
Tofalaren ·
Tsachoeriërs (Caxur) ·
Tsjerkessen ·
Tsjetsjenen (Noxchi) ·
Tsjoektsjen ·
Tsjoelymen ·
Tsjoevanen ·
Tsjoevasjen ·
Turkmenen ·
Toevanen ·
Wepsen ·
Belarussen (Wit-Russen) ·
Wolga-Tataren ·
Woten